# Рыловка
Рыловка (укр. Рилівка) — село в Шепетовском районе Хмельницкой области Украины.
Население по переписи 2001 года составляло 438 человек. Почтовый индекс — 30410. Телефонный код — 3840. Занимает площадь 0,111 км². Код КОАТУУ — 6825587001.

## Местный совет
30410, Хмельницкая обл., Шепетовский р-н, с. Рыловка